# Alessandro Capra
Alessandro Capra (Cremona, c. 1608 – Cremona, c. 1684) foi um arquiteto, inventor e escritor italiano.

## Obras
- Nuova architettura dell'agrimensura di terre e acque (em italiano). Cremona: Paolo Puerone. 1672
- Geometria famigliare (em italiano). Cremona: Giovanni Pietro Zanni. 1673
- Nuova architettura famigliare (em italiano). Bologna: Giacomo Monti. 1678
- Nuova architettura militare (em italiano). Bologna: Giacomo Monti. 1683